# Siemigorodniaja
Siemigorodniaja (ros. Семигородняя) – osiedle przy stacji w Rosji, w rejonie charowskim obwodu wołogodzkiego. W 2010 r. liczyło 1353 mieszkańców.